# テレーザ・マルゲリータ・レディ
テレーザ・マルゲリータ・レディ（Teresa Margherita Redi 本名：アンナ・マリーア、1747年7月15日 - 1770年3月7日）は、カトリック教会カルメル会の修道女、聖人。

## 生涯
テレーザ・マルゲリータは貴族イニャツィオ・レディとカミッラ・パラッティの長女としてアレッツォで生まれた。1756年、ベネディクト会経営の寄宿学校に入り、教師である修道女の生活ぶりを見て修道女になることを抱いた。生活態度は他の生徒と変わらなかったがキリスト教徒として育った彼女の信仰は揺るがなかった。
ある日、応接室から出て聖堂に行くと、「私の修道院に入りなさい」という声を聞いた。彼女は躊躇したが、それが改革カルメル会の創立者、アビラのテレサであることを知り、修道院に入る決心をした。両親は反対したがアンナ・マリーアの決心を知り修道院に入ることを許可した。1764年9月1日、フィレンツェのカルメル会に入会し、志願期を経て着衣し修道名を「みこころのテレーザ・マルゲリータ」（Teresa Margherita del Cuore di Gesù）にした。
1766年3月12日、修道女として荘厳誓願を立てた彼女は修道院から与えられた職務をこなし、先輩修道女の世話をし修道生活を送った。しかし、テレーザ・マルゲリータの病気は悪化し、1770年3月7日、22歳で帰天（死去）した。その後、彼女の聖性の評判が高まり、列福調査が開始され、1929年7月9日に列福され、1934年3月19日には、ピウス11世によって列聖された。遺体は腐敗せずミイラ状態で保存され安置されている。